# NGC 3131
NGC 3131 ist eine Balken-Spiralgalaxie vom Hubble-Typ SBb im Sternbild Löwe am Nordsternhimmel. Sie ist rund 224 Millionen Lichtjahre von der Milchstraße entfernt.
Das Objekt wurde am 17. März 1831 vom britischen Astronomen John Herschel entdeckt.